# Moncoutant
 Moncoutant  es una población y comuna francesa, en el centro-oeste de Francia, la región de Poitou-Charentes, departamento de Deux-Sèvres, en la región de Nouvelle-Aquitaine. Está hermanada con la localidad española de El Tiemblo (Ávila), desde 1994.

## Demografía
| 2538 | 2598 | 2803 | 2981 | 3102 | 2985 |
| Para los censos de 1962 a 1999 la población legal corresponde a la población sin duplicidades (Fuente: INSEE [Consultar]) |      |      |      |      |      |